# Belinda (keresztnév)
A Belinda germán → angol eredetű női név, a teljes név jelentése bizonytalan, a -linda elem jelentése: hársfa pajzs.

## Rokon nevek
Linda

## Gyakorisága
Az újszülötteknek adott nevek körében az 1990-es években szórványosan fordult elő. A 2000-es és a 2010-es években sem szerepelt a 100 leggyakrabban adott női név között.
A teljes népességre vonatkozóan a Belinda sem a 2000-es, sem a 2010-es években nem szerepelt a 100 leggyakrabban viselt női név között.

## Névnapok
február 3., augusztus 13.

## Híres Belindák
- Belinda Carlisle amerikai énekesnő